# Devoteam
Devoteam est une entreprise de services du numérique (ESN) française fondée en 1995 par Guy-Hubert Bourgeois et Stanislas de Bentzmann. Elle fournit principalement des services de conseil en informatique axés sur les services de technologie de l'information, incluant l'intelligence artificielle (IA), les services managés, la cybersécurité, le cloud et la transformation numérique. La société fonctionne indépendamment des plateformes, en partenariat avec Amazon Web Services, Google Cloud, Microsoft et ServiceNow. Le groupe travaille avec les secteurs de l'économie privée (industrie et services) et publique (services publics).
Après des années en tant que société cotée en bourse, le groupe Devoteam est redevenu une société à capitaux privés au quatrième trimestre 2021. Les actionnaires Stanislas de Bentzmann et Godefroy de Bentzmann ont mené la transition, soutenus par la société américaine de capital-investissement KKR, qui a joué un rôle important dans le financement du retrait de la cote de la Bourse de Paris. Aujourd'hui, Devoteam emploie plus de 11 000 personnes sur plus de 25 sites dans la région EMEA.

## Histoire

### 1995-2000: Débuts
Devoteam a été fondé par Guy-Hubert Bourgeoiset Stanislas de Bentzmann en 1995 à Levallois-Perret, en France.
En octobre 1999, la société est introduite à la bourse Euronext Paris, avec un chiffre d'affaires de 35 millions d'euros.
La même année, Guy-Hubert Bourgeois, alors PDG de la société, a été élu jeune dirigeant des technologies de l’information et des télécommunications.

### 2000-2020: Acquisitions externes
Entre 2000 et 2020, le groupe Devoteam s'est développé à l'international et a procédé à plusieurs acquisitions. Il a également créé une activité ServiceNow. En 2006, la société Devoteam Telecom & Media a été créée en Belgique par le biais des acquisitions d'Expanded Media et du département R&D de Nokia Siemens Networks R&D, initialement basé à Herentals, une ville de la région flamande de la province d'Anvers. En 2007, la société a acquis Teligent AB pour développer ses services de télécommunications. En 2008, l'entreprise compte 4 200 collaborateurs et le groupe est implanté dans 23 pays.

### 2020: offre publique d'achat
L’année 2020 est marquée par l’opération sur le capital du groupe, par laquelle les membres du directoire et actionnaires de référence, Godefroy et Stanislas de Bentzmann, avec le support de KKR en qualité de partenaire financier, lancent ensemble une offre publique d’achat sur les actions de Devoteam. Cette opération permet à la holding Castillon de détenir un peu plus de 80 % du capital du groupe.
Le 10 septembre, à la suite de la révision annuelle des indices Euronext Paris, le Conseil Scientifique des Indices prend la décision d’admettre la société Devoteam dans les échantillons composant les indices SBF 120 et CAC Mid 60.